# 黄河故道人
《黄河故道人》，王安忆的第二部长篇小说。

## 内容
该长篇小说讲述黄河边男青年“三林”的人生故事。

## 角色
- “三林”：热爱生活，钟爱音乐。

## 主题和风格
《黄河故道人》通过“三林”讲述青年人的爱情、事业和生活，同时也讲述了黄河的生态环境问题以及人与社会、人与人、人与自然之间的关系。